# Уголовно-исполнительное законодательство
Уголовно-исполнительное законодательство — совокупность законодательных нормативных правовых актов, содержащих нормы, регулирующие общие положения, принципы, порядок и условия исполнения уголовных наказаний, применения средств исправления осуждённых, порядок деятельности учреждений и органов, исполняющих наказания, а также иные тесно связанные с ними общественные отношения.
Уголовно-исполнительное законодательство является основным источником правового регулирования общественных отношений, составляющих предмет уголовно-исполнительного права. Термин «уголовно-исполнительное законодательство» используется в основном в странах Содружества Независимых Государств, в то время как в других странах используется понятие «пенитенциарное законодательство». В СССР отрасль, регулирующая общественные отношения в области регулирования порядка и условий исполнения наказаний называлась исправительно-трудовым правом, и, следовательно, существовало исправительно-трудовое законодательство.

## Уголовно-исполнительное законодательствоРоссийской Федерации
Базовым актом в системе уголовно-исполнительного законодательства является Конституция Российской Федерации 1993 года, которая содержит ряд норм уголовно-исполнительного права, в том числе, нормы, закрепляющие основные права и обязанности граждан и правовые принципы законности, гуманизма и демократизма, а также норму, которая относит к ведению Российской Федерации принятие законов, регулирующих исполнение уголовных наказаний.

Важнейшим законодательным актом в сфере регулирования исполнения наказаний является Уголовно-исполнительный кодекс Российской Федерации, принятый Государственной Думой 18 декабря 1996 года и вступивший в силу с 1 июля 1997 года №1-ФЗ. В нём устанавливаются общие положения и принципы исполнения наказаний, применения иных мер уголовно-правового характера, предусмотренных Уголовным кодексом Российской Федерации 1996 года; порядок и условия исполнения и отбывания наказаний, применения средств исправления осуждённых; порядок деятельности учреждений и органов, исполняющих наказания; порядок участия субъектов права в исправлении осуждённых; порядок освобождения от наказания; порядок оказания помощи освобождаемым лицам. Уголовно-исполнительный кодекс Российской Федерации установил цели и задачи уголовно-исполнительного законодательства. Его целями являются исправление осуждённых и предупреждение совершения новых преступлений как осуждёнными, так и иными лицами, а задачами — регулирование порядка и условий исполнения и отбывания наказаний, определение средств исправления осуждённых, охрана их прав, свобод и законных интересов, оказание осуждённым помощи в социальной адаптации.
Существуют также иные акты законодательного уровня, регулирующие общественные отношения, являющиеся предметом уголовно-исполнительного права. Например, закон Российской Федерации от 21 июля 1993 года № 5473-1 «Об учреждениях и органах исполняющих уголовные наказания в виде лишения свободы».
Уголовно-исполнительное законодательство Российской Федерации применяется на всей территории Российской Федерации. Исполнение наказаний, а также применение средств исправления осуждённых и оказание помощи освобождаемым лицам осуществляются в соответствии с законодательством, действующим во время их исполнения.